# Vaejovis trinityae
Espèce
Vaejovis trinityae est une espèce de scorpions de la famille des Vaejovidae.

## Distribution
Cette espèce est endémique d'Arizona aux États-Unis. Elle se rencontre dans le comté de Coconino à 1 924 m d'altitude sur le Mogollon Rim.

## Description
La femelle holotype mesure 23,55 mm, les mâles mesurent de 16,65 à 17,89 mm et les femelles de 23,55 à 25,34 mm.

## Étymologie
Cette espèce est nommée en l'honneur de Trinity Frances Ayrey.

## Publication originale
- Ayrey, 2013 : « A new species of Vaejovis from the Mogollon Rim of northern Arizona (Scorpiones: Vaejovidae). » Euscorpius, no 176, p. 1–13 (texte intégral).